# San Bernardino East Peak
Der San Bernardino East Peak ist ein 3254 m hoher Berg im Bundesstaat Kalifornien in den Vereinigten Staaten. Er liegt im San Bernardino County in der San Gorgonio Wilderness im San Bernardino National Forest.

## Geographie
Der Berg gehört zu den San Bernardino Mountains und damit zu den Transverse Ranges im Südwesten von Kalifornien. An seinem Nordhang verläuft die State Route 38, etwa 4 km südlich liegt der Ort Forest Falls. Gipfel in der Umgebung sind auf demselben Grat der San Bernardino Peak im Westen und der Anderson Peak im Nordosten. Nördlich liegt das Tal des Santa Ana River und südlich das Tal des Mill Creek. Im Südosten befindet sich das Massiv des San Gorgonio Mountain, der der höchste Berg der San Bernardino Mountains ist. Die Stadt San Bernardino liegt etwa 36 km westlich. Die Dominanz beträgt 1,15 km, der Berg ist also die höchste Erhebung im Umkreis von 1,15 km. Er wird überragt von dem östlich liegenden Anderson Peak.